# Totenkirche Abterode

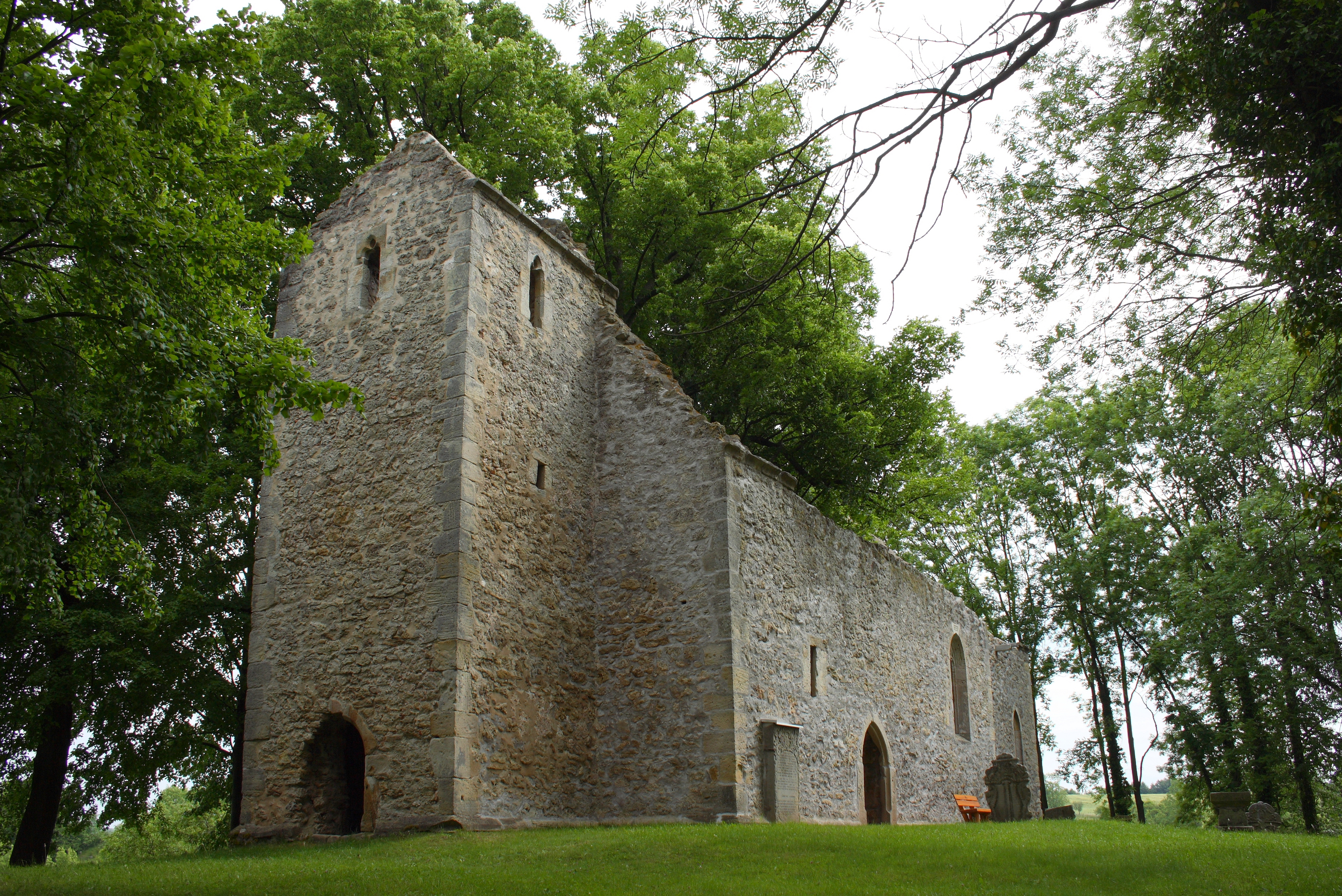
Die Ruine der Totenkirche

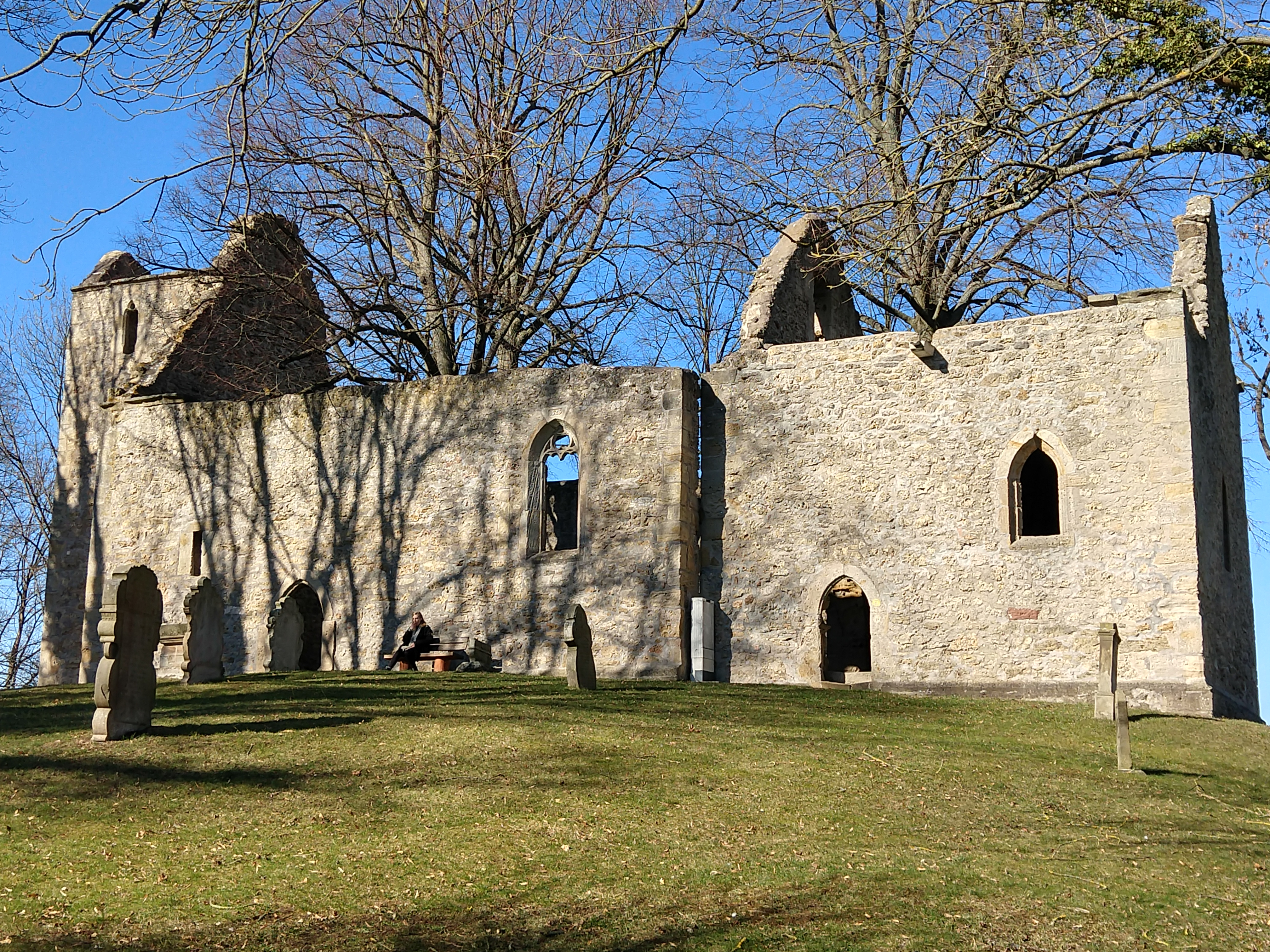
Ruine der Totenkirche, Seitenansicht

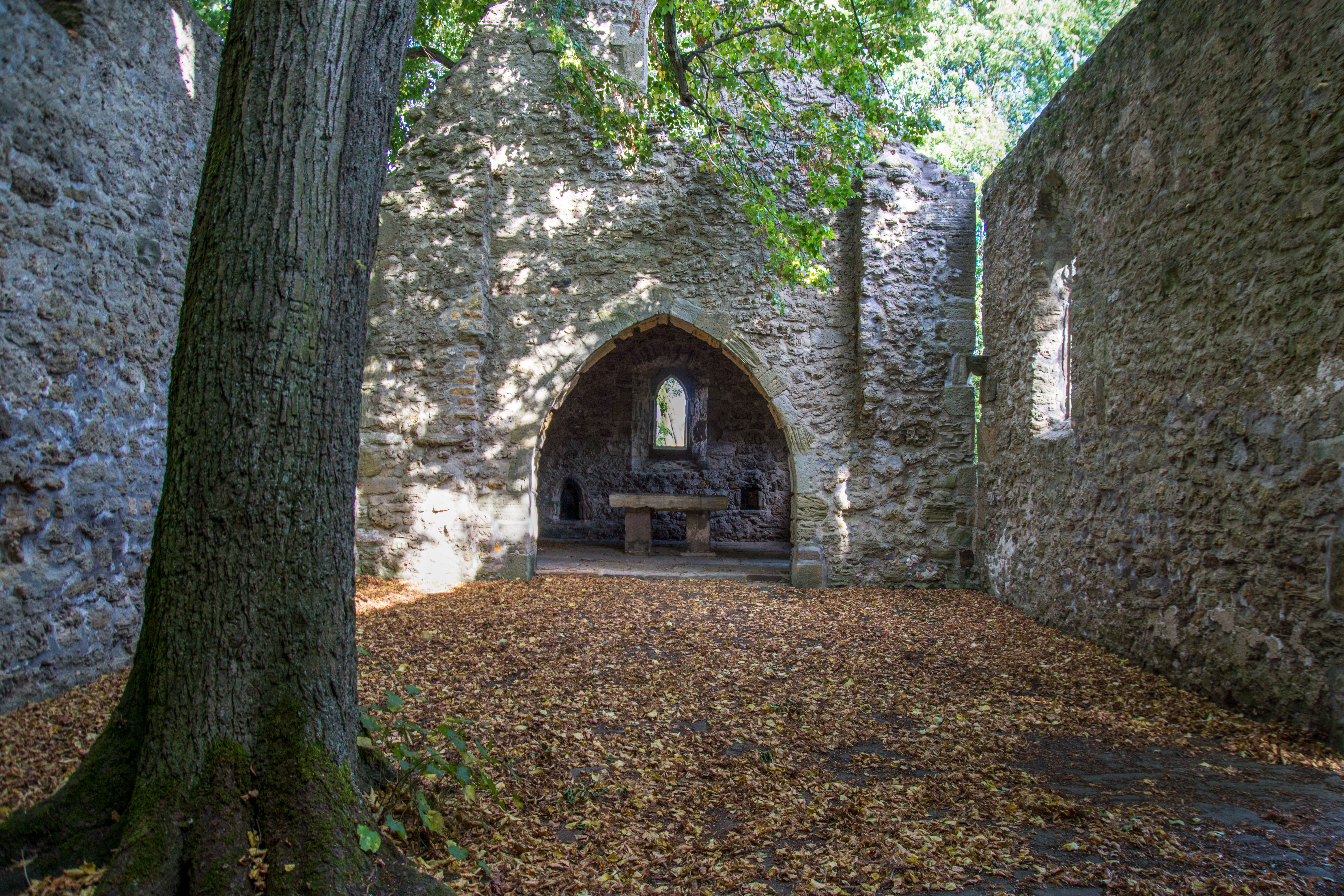
Blick vom Schiff auf den Chor

Die sogenannte Totenkirche ist die denkmalgeschützte Ruine einer im 14. Jahrhundert erbauten Kirche in Abterode, einem Ortsteil von Meißner im nordhessischen Werra-Meißner-Kreis.

## Vorgeschichte
Ruthard, Abt des Klosters Fulda, gründete um 1076 die Propstei Abbetesrode, um die sich das Dorf bildete. Das Dorf wurde nach der Einführung der Reformation in der Landgrafschaft Hessen 1526 protestantisch und die Kirche der inzwischen säkularisierten Propstei, eine dreischiffige Basilika, wurde 1544 mit der Dorfpfarrei vereinigt und diente bis 1867 als Dorfkirche. Nach dem Abbruch wegen irreparabler Schäden wurde von 1867 bis 1868 die heutige Pfarrkirche gebaut.

## Geschichte

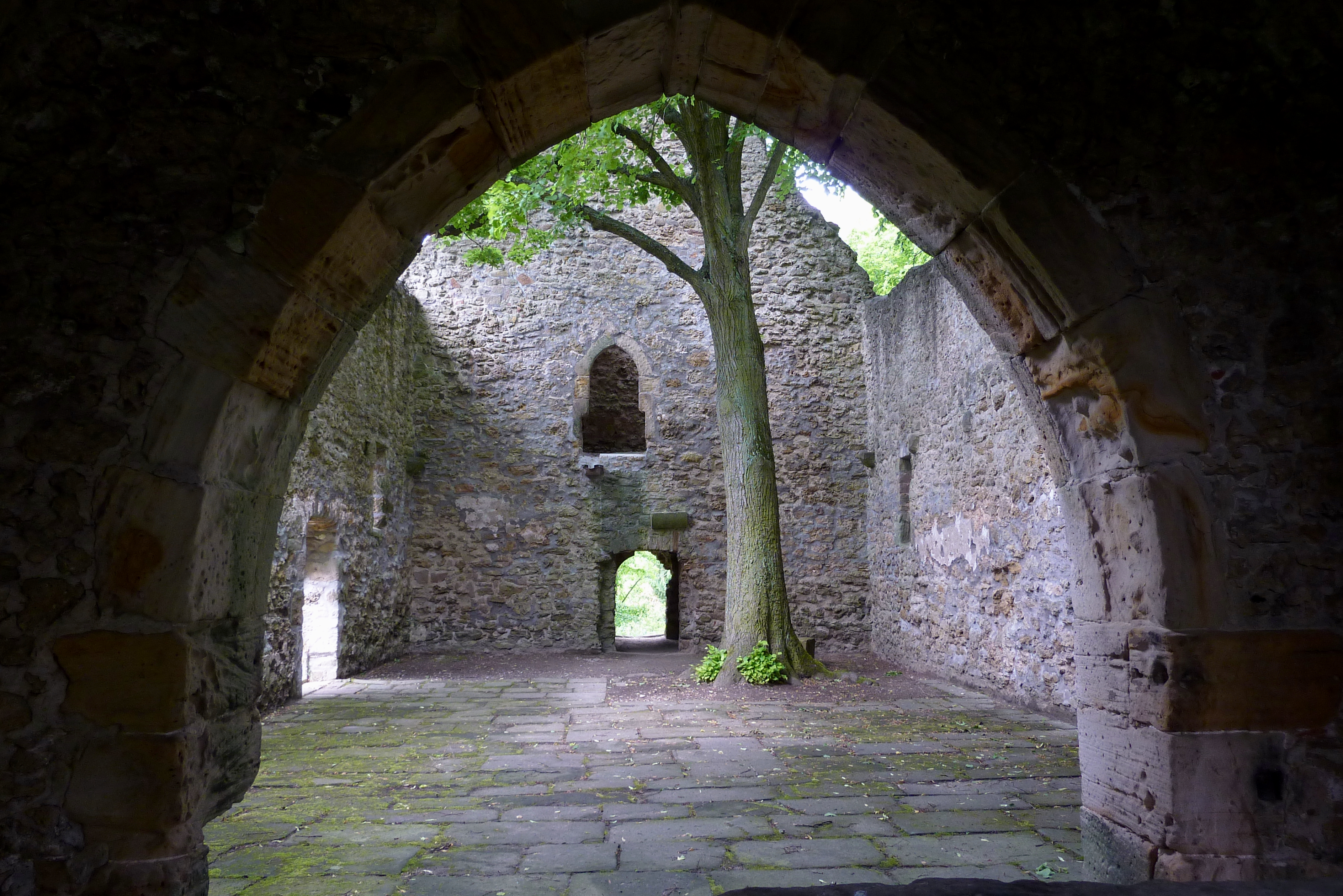
Blick vom Chor in das Schiff

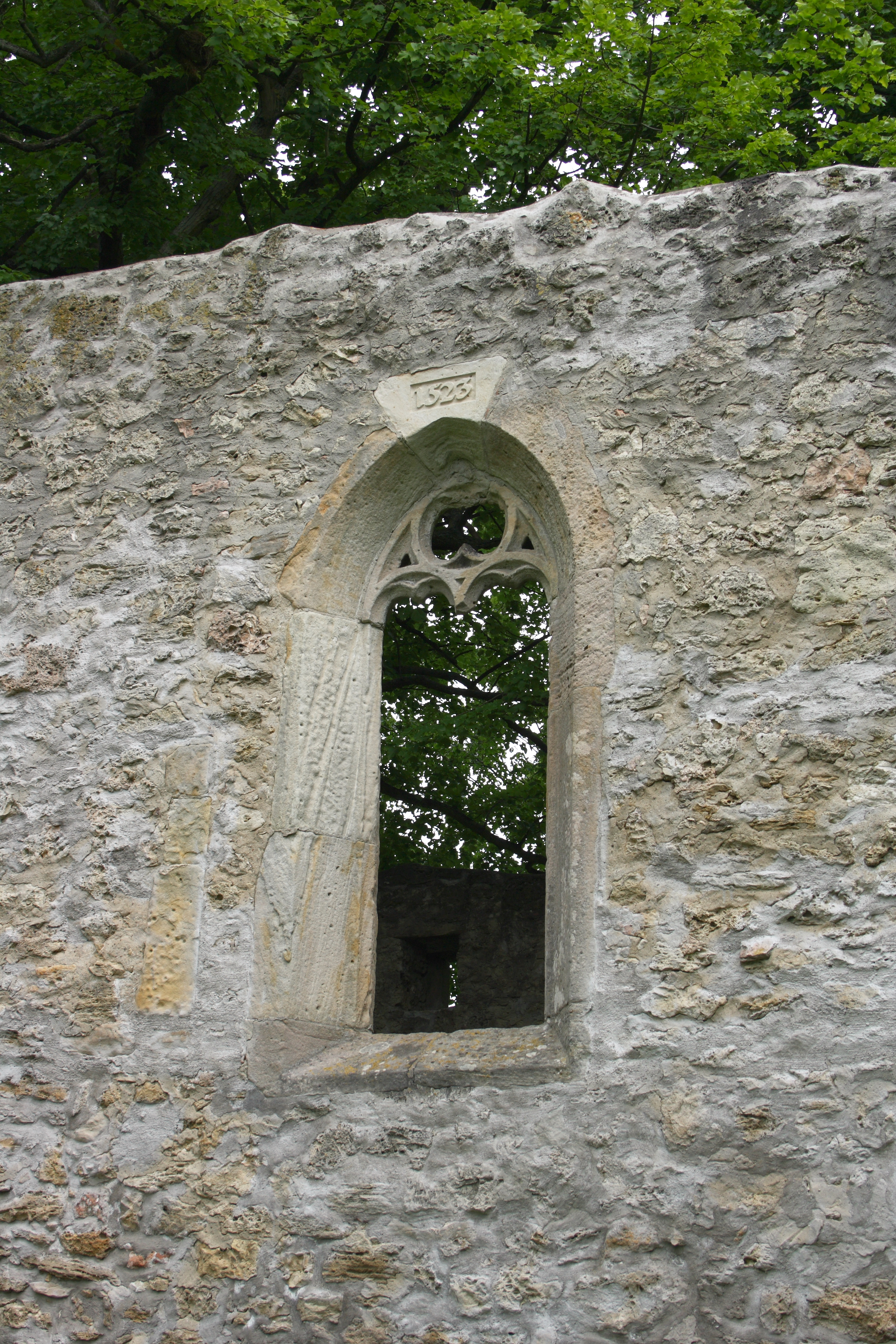
Maßwerkfenster, Jahreszahl 1523

Das Dorf hatte neben der Pfarrkirche eine zweite Kirche, unweit östlich außerhalb auf einer kleinen Anhöhe nördlich des Bärensteins gelegen. Der einschiffige, etwa 27 m lange und 8 m breite Bau mit seinem gedrungenen Westturm wurde der Überlieferung nach im 14. Jahrhundert errichtet und war wohl die eigentliche Pfarrkirche des Dorfs. Nach der Auflösung des Konvents, als dessen Kirche zur Dorfkirche wurde, diente sie weiterhin für Leichenpredigten – daher auch „Totenkirche“ genannt – und im Sommer auch noch für gewöhnliche Gottesdienste. Eine 1407 gegossene, 18 Zentner schwere Glocke wurde aber bereits 1544 in den Nachbarort Vockerode verkauft.
Der Kirchhof diente noch bis ins 19. Jahrhundert als Friedhof der Gemeinde. Im Laufe der Zeit fiel das Gebäude auf Grund allgemeiner Vernachlässigung dem Verfall preis. Der Turm wurde 1789 als vom Einsturz bedroht bezeichnet, und die letzte Predigt in der Kirche fand 1801 statt. 1809 wurde der Innenraum von einer Räuberbande ausgeplündert und verwüstet. 1814/15 verkaufte der Gemeindevorstand das verbliebene Inventar. 1822 wurde noch einmal eine notdürftige Reparatur des Kirchturms vorgenommen, aber der Verfall war – wohl auch wegen mangelnder Finanzen – nicht mehr aufzuhalten. Bereits 1824 wurde der Abbruch der Kirche ins Auge gefasst, allerdings noch nicht in Angriff genommen. 1835 war das Kirchendach vom Einsturz bedroht und 1841 wurde es abgebrochen. 1847 stürzte der Turmaufsatz ein und 1849 wurden die Reste des Turmaufsatzes entfernt. Seitdem steht die heute denkmalgeschützte Ruine in dieser Form.

## Architektur
Das Erdgeschoss des Turms ist tonnengewölbt. Der gotische Rechteckchor von zwei Jochen mit Kreuzrippengewölben auf Konsolen ist durch eine Baunaht vom Schiff getrennt. Ursprünglich befanden sich im Turm und in den Seitenwänden des Schiffs nur schartenartige Öffnungen, von denen einige noch immer vorhanden sind; dies deutet darauf hin, dass der Bau ursprünglich als Wehrkirche angelegt war. Die Wanddurchbrüche für die beiden Maßwerkfenster wurden erst 1523 gebrochen, wie die Jahreszahl über dem südlichen Fenster besagt.

## Kirchhof
Im Kirchhof befinden sich zahlreiche Grabsteine aus dem 17. bis 19. Jahrhundert.